# Саамы Финляндии

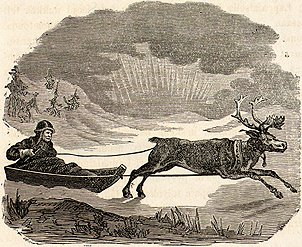
Саам, которого везёт северный олень.
Иллюстрация из опубликованной в 1876 году книги Maamme kirja финского писателя Сакариаса Топелиуса

Саамы, живущие в Финляндии — часть саамского народа, одно из национальных меньшинств Финляндии.
Численность саамов в Финляндии оценивается по-разному, что связано в первую очередь с отличиями в методиках подсчёта: приводятся цифры 6 тысяч человек, 8 тысяч; по данным, которые были приведены в письменном запросе № 20/2009 в адрес Правительства Финляндии от Янне Сеуруярви, депутата Эдускунты (финского парламента) от провинции Лапландия, общее число финских саамов составляет 9350 человек. Большей частью саамы в Финляндии проживают на территории провинции Лапландия. Саамы пользуются в Финляндии культурной автономией, государство выделяет средства на поддержание и развитие саамской культуры.
В 2007 году впервые представитель саамского населения Финляндии (Янне Антеро Сеуруярви) был избран в Эдускунту (финский парламент).

## Исторические сведения
Предки саамов поселились на территории современной Финляндии примерно 10 тысяч лет назад, то есть намного раньше тех племён, которые позже образовали общность, называемую финнами.
По мере того, как в Южной Финляндии и Карелии распространялась финская и карельская колонизации, саамы постепенно мигрировали всё дальше на север. Постепенно шёл процесс перехода к разведению одомашненных северных оленей, однако существенным для жизни саамов этот способ ведения хозяйства стал только к XVI веку.
Еще в 20 веке были предприняты усилия, чтобы заставить саамов избавиться от своего языка и культуры. Школы наказывались за то, что они говорили на саамских языках, а детей отделяли от семей в общежития. Дискриминационное отношение того времени всё ещё заметно в финском обществе.

## Саамы в современной Финляндии

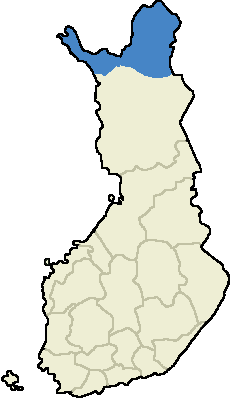
Саамский регион на карте Финляндии (отмечен синим)

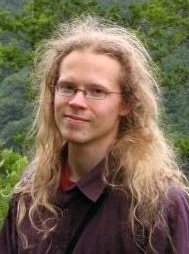
Петтер Мороттая, инари-саамский писатель и журналист

### Конституционные права саамов Финляндии
Согласно § 17 действующей Конституции Финляндии саамское население имеет право на сохранение и развитие своего языка и своей культуры. В этом же параграфе Конституции закреплено право саамов пользоваться своим языком в органах власти.

### Саамский регион Финляндии
Саамский регион Финляндии, также Родной саамский край и Родной край саамов — территория в северной части Финляндии, на которой саамы согласно § 121 Конституции этой страны имеют культурную и языковую автономию. Саамский регион Финляндии включает в себя общины (муниципалитеты) Инари, Утсйоки и Энонтекиё, а также северную часть общины Соданкюля (все общины входят в провинцию Лапландия).
По данным, приведённым в Парламентском запросе 2009 года, из общего числа финских саамов (9350 человек) значительная часть — 55 % (приблизительно 5150 человек) — проживает за пределами Саамского региона; среди младшего поколения этот процент ещё выше — среди тех, кому ещё нет 45 лет, таких 68 % (данные 2007 года), а среди детей, не достигших 10 лет, число живущих за пределами Саамского региона, составляет примерно 70 %. Большинство населения Саамского региона составляют финны.

### Саамские языки в Финляндии
На территории современной Финляндии распространено три саамских языка — инари-саамский язык (от 300 до 400 носителей языка), северносаамский язык (около 2000 носителей языка) и колтта-саамский язык (около 400 носителей языка), при оценке общего числа саамов в 6 тысяч человек. На саамских языках ведётся преподавание во многих детских садах и школах Саамского региона, имеются различные программы сохранения и возрождения саамских языков. Права саамского населения Финляндии на сохранение и развитие своего языка закреплены в Конституции страны и других законодательных актах. Вместе с тем, саамские языки в Финляндии по-прежнему находятся под угрозой исчезновения, об этом, в частности, заявила в сентябре 2011 года министр юстиции Финляндии Анна-Майя Хенрикссон.

### Культура саамов Финляндии

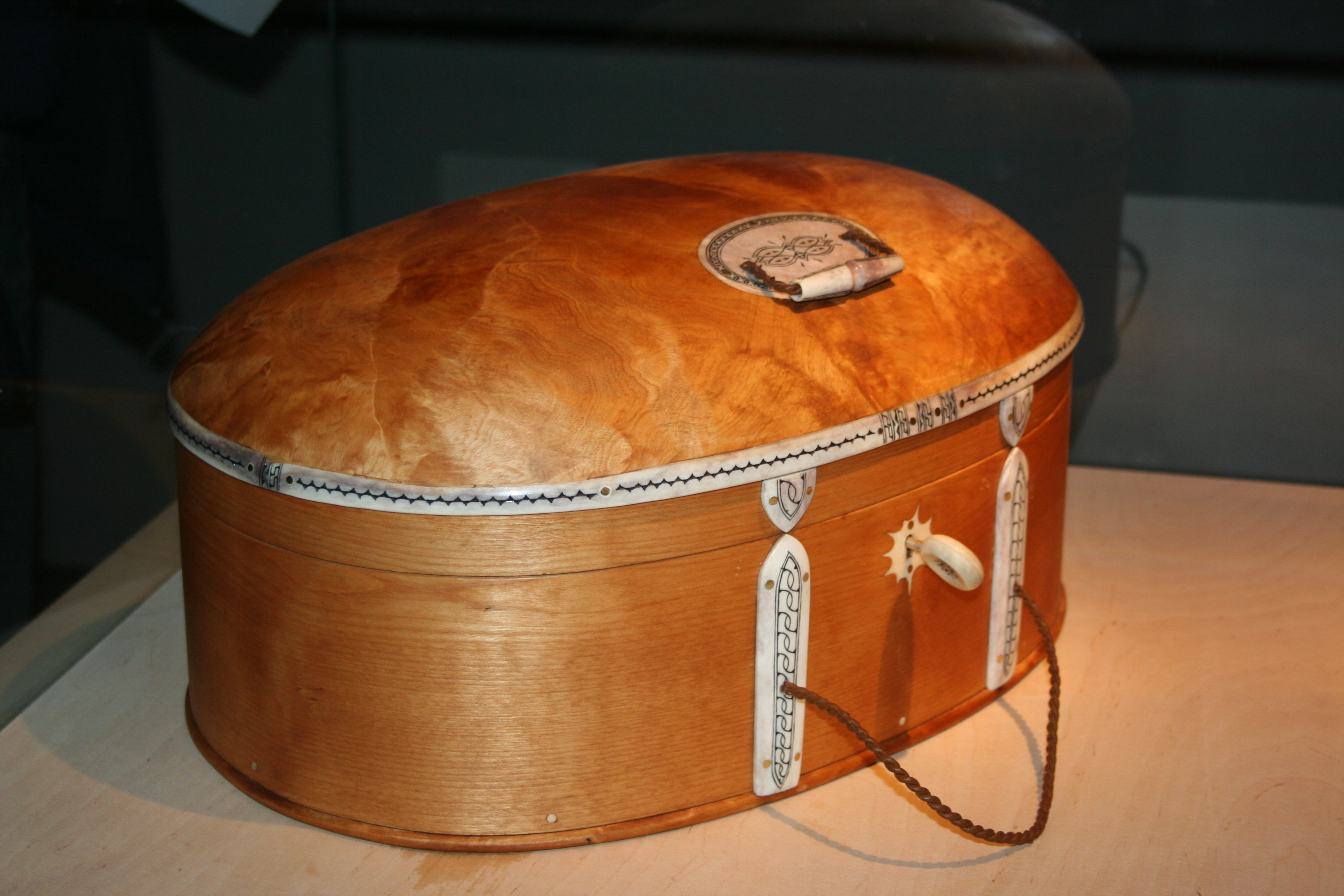
Сиида, Саамский музей: один из экспонатов ремесленной выставки

В посёлке Инари, административном центре одноимённой общины, находится выставочный центр Сиида, в рамках которого действуют Саамский музей, основанный в 1959 году. Своей целью Саамский музей считает поддерживать идентичность и культурное самосознание саамов, быть «источником живой саамский культуры».
В начале 2013 года почётной грамоты была удостоена книга «Финские саамы. Встречи в 1896—1953» профессора Вели-Пекки Лехтола.

#### Национальный день саамов
6 февраля в Финляндии с 2004 года отмечается официальный праздник — Национальный день саамов (в других странах, в которых проживают саамы, Норвегии, Швеции и России, в этот день отмечается Международный день саамов). Этот праздник связан с событиями 6 февраля 1917 года, когда в Норвегии состоялось первое общесаамское собрание.

#### Сайос
В январе 2012 года в посёлке Инари начал работать саамский культурный центр Сайос (инари-саам. Sajos), ставший крупнейшим в северной части Лапландии офисным центром. Здесь работают Саамский парламент Финляндии и многие другие учреждения и организации, включая администрацию общины Инари, Саамский архив (северносаам. Sámi arkiiva), Службу саамского радио (Sámi girjerádju), Учебный центр инари-саамского языка (Anarâškielâ servi rs), Центр саамских ремёсел (Sámi duodji). Официальное открытие центра состоялось 3 апреля 2012 года, оно было приурочено к открытию сессии Саамского парламента Финляндии нового созыва; в обоих мероприятиях участвовал президент Финляндии Саули Нийнистё.

### Саамский парламент Финляндии
Предшественником нынешнего Саамского парламента Финляндии был представительный орган саамов Saamelaisvaltuuskunta («Саамская делегация»), который был учреждён законом от 9 ноября 1973 года и стал первым политическим органом саамов в мире.
Саамский парламент в нынешнем организационном виде существует с 1996 года. Он действует на основании «Закона о саамском парламенте», подписанном Президентом Финляндии Мартти Ахтисаари 17 июля 1995 года. С момента учреждения до 2008 года его президентом был Пекка Айкио; с 2008 года Саамский парламент Финляндии возглавлял Клеметти Няккяляярви. Председатель Парламента с 28 марта 2015 года — Тиина Санила-Айкио.
С 5 сентября по 3 октября 2011 года прошли очередные выборы в Саамский парламент Финляндии. В голосовании приняли участие 49,6 % от 5483 человек, которые имели право участвовать в выборах. Из 41 кандидата был избран 21 депутат: от общины Инари — восемь, от Утсйоки — шесть, от Соданкюля и Энонтекиё — по три; ещё один депутат был избран от саамов, которые проживают за пределами Саамского региона Финляндии. Кроме того, от каждой из общин было избрано по одному резервному депутату.

### Современная политика Финляндии в отношении саамов
Государственная политика Финляндии в отношении саамов подвергается критике как внутри страны, так и на международном уровне. В первую очередь это связано с тем, что Финляндия так и не ратифицировала Конвенцию Организации Объединённых Наций о правах коренных народов. В январе 2011 года Европейский парламент потребовал от Финляндии и Швеции (которая также не ратифицировала Конвенцию) скорейшей её ратификации.

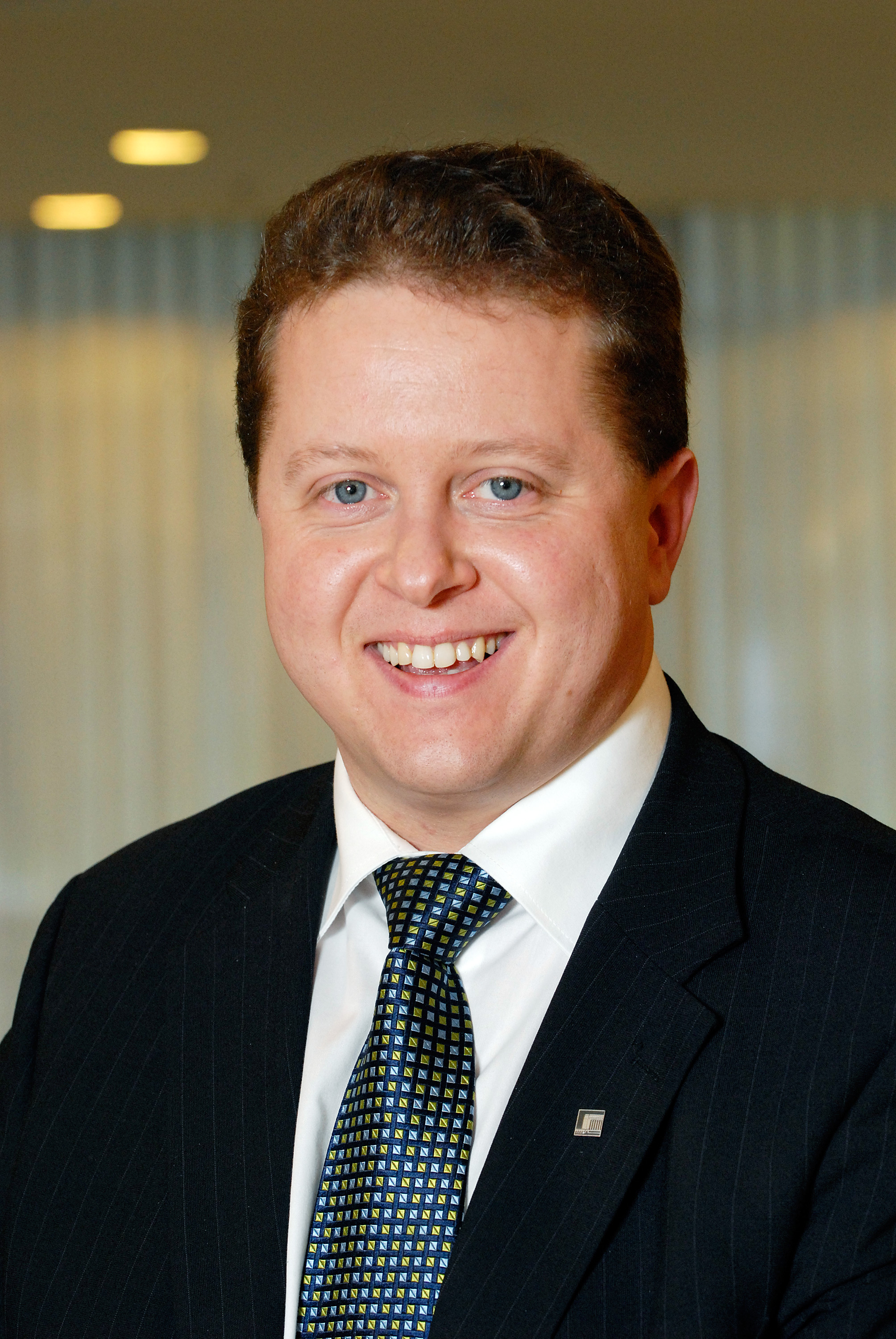
Янне Сеуруярви, первый представитель саамского населения в финском парламенте (депутат в 2007—2011)

С ратификацией Конвенции связан и другой до сих пор не решённый вопрос — о земельных правах саамов и порядке землепользования на исконных саамских территориях. Среди саамов Финляндии распространено мнение о несправедливости действующего законодательства, поскольку оно не предусматривает для саамов исключительного права распоряжаться своими историческими землями и находящимися на них природными ресурсами, связанными с их традиционными промыслами; в настоящее время все эти земли находятся в собственности государства и заниматься на них оленеводством, рыболовством и охотой могут все местные жители:3, 4. Вопрос о земельных правах саамов поднимается уже в течение многих лет, однако, никак не решается, что является одной из причин, по которым Финляндия до сих пор так и не ратифицировала конвенцию ООН о правах коренных народов. Проект закона о земельных правах саамов рассматривался в 2010 году в период работы центристского правительства Мари Кивиниеми, однако, так и не был принят. По мнению министра юстиции этого правительства Туйи Бракс (партия Зелёный союз), высказанному в январе 2011 года, проект закона не предусматривал передачи земель в собственность саамам, однако значительно расширял их права относительно землепользования, но и в таком виде закон не устроил Партию Центра. Ситуация с земельными правами саамов не особо изменилась и после того, как центристы, проиграв выборы, ушли в оппозицию, а к власти в середине 2011 года пришли новые политические силы во главе с Национальной коалиционной партии. 3 апреля 2012 года президент Финляндии Саули Нийнистё, выступая на сессии Саамского парламента Финляндии нового созыва, заявил, что Конвенция ООН о правах коренных народов «плохо подходит для Финляндии», поскольку она, якобы, создана для стран «с колониальным прошлым». В связи с такой позицией Нийнистё своё недоумение выразили не только председатель Саамского парламента Финляндии Клеметти Няккяляярви, но и министр юстиции Анна-Майя Хенрикссон.
Критике подвергается также деятельность финской национальной телерадиовещательной компании YLE, связанная с выпуском и временем вещания телевизионных выпусков новостей Ođđasat (на северносаамском языке) и Саамского радио Финляндии (YLE Sámi Radio) (вещает на всех трёх саамских языках Финляндии, но большей частью на северносаамском). В марте 2011 года Саамский парламент Финляндии потребовал, чтобы YLE передала свою саамскую службу в его ведение: административный совет телерадиокомпании, по мнению Саамского парламента, не обладает должной компетенцией в саамских вопросах.
17 июня 2011 года была опубликована программа нового правительства Финляндии, а 22 июня Финский парламент избрал Юрки Катайнена новым премьер-министром Финляндии. Как написано на сайте Саамского парламента Финляндии, правительственная программа правительства Катайнена является историческим документом для саамского народа, поскольку впервые в государственном документе такого уровня имеется комплексная программа развития культуры и прав саамов. «Я очень доволен содержанием правительственной программы, — сказал Клеметти Няккяляярви, президент Саамского парламента Финляндии. — В ней говорится о поддержке языка и традиций саамов, о программе возрождения языка, о развитии культурной автономии саамов». Вместе с тем, по мнению Комитета ООН по ликвидации расовой дискриминации, Высший административный суд Финляндии чересчур расширил понятие саамов, в результате в Саамский парламент Финляндии попадает много не-саамов, что способствует ускорению ассимиляции саамской культуры с финской.
27 апреля 2015 года на заседании Постоянного Форума ООН по вопросам коренных народов с резкой критикой финского парламента выступила председатель Саамского парламента Тиина Санила-Айкио. Голосование финского парламента против внесения необходимых для ратификации изменений в закон о Саамском парламенте и принятое в марте 2015 года решение парламента отложить ратификацию Конвенции Международной организации труда «О коренных и племенных народах в независимых государствах» № 169 от 1989 года являются, по её мнению, свидетельствами нарушения финским государством международных соглашений. Она заявила, что саамам Финляндии требуется поддержка ООН и гражданских организаций, чтобы заставить финское государство ратифицировать Конвенцию МОТ.
Комиссия по установлению истины и примирению

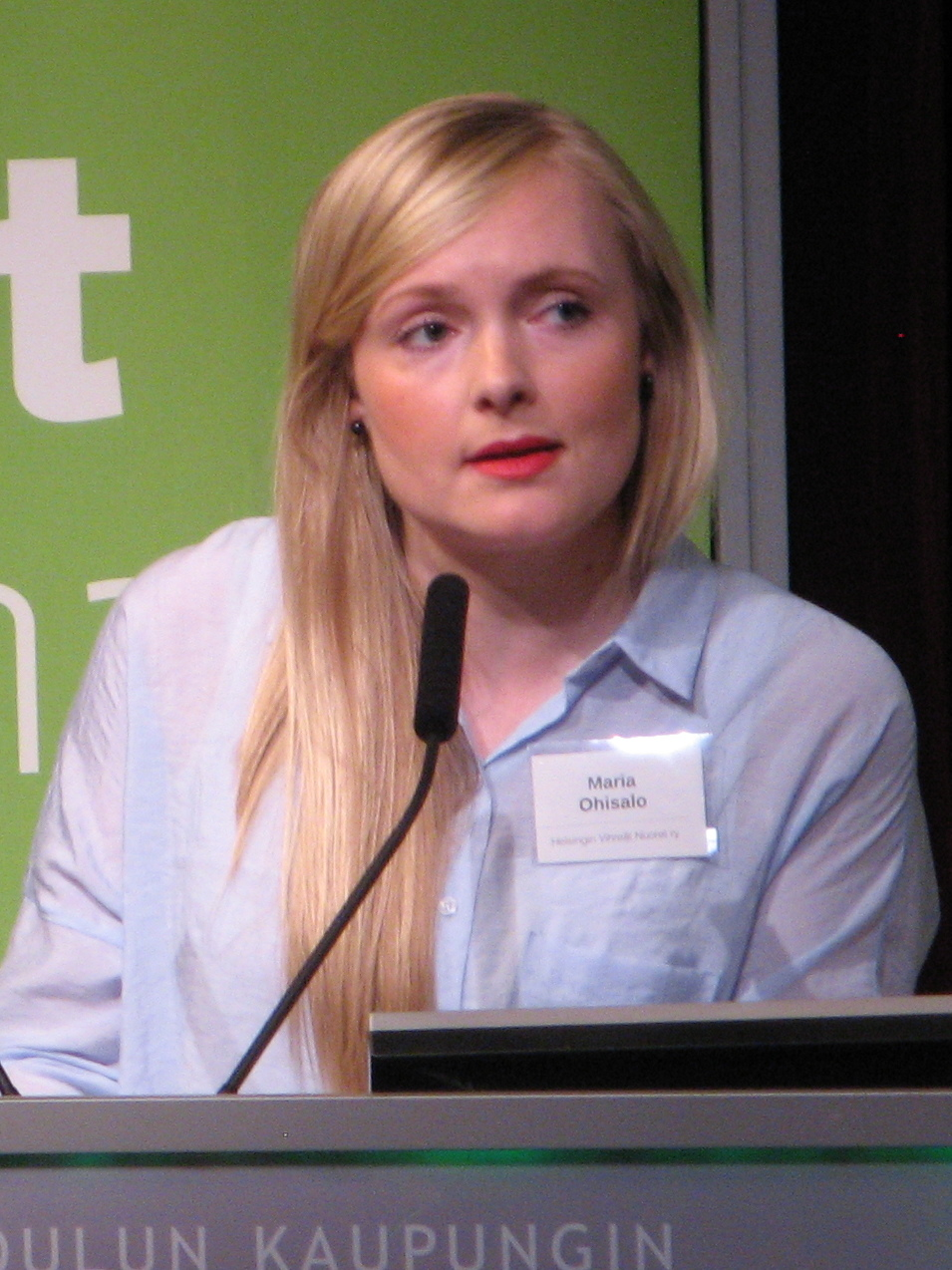
Мария Охисало, министр внутренних дел: «Финляндия должна нести свою историческую ответственность»

20 декабря 2018 года Саамским парламентом Финляндии было принято решение о начале подготовки к созданию независимой комиссии по установлению истины и примирению между саамами и финским государством (другой вариант перевода — комиссии по установлению истины и примирению с саамами), которая будет заниматься расследованием событий прошлого и настоящего, связанных с дискриминацией саамов и другими взаимоотношениями между государством и саамами в Финляндии; в частности, комиссией должен быть дан анализ ассимиляционной политике, в течение длительного времени проводившейся государством по отношению к саамского населению, должны быть выяснено влияние последствий такой политики на жизнь саамов в наше время. Мандат комиссии должен быть утверждён в результате переговоров между государством — и заинтересованными организациями со стороны саамов. В процессе обсуждения вопроса о создании комиссии снова был поднят вопрос о том, что Финляндией так до сих пор и не ратифицирована 169-я Конвенция Международной организации труда о коренных народах, что не приняты ни договор о рыболовстве на реке Тено, ни закон о Лесном управлении, что так и не началась работа над подготовкой закона о саамах.
В 2019 году процесс создания комиссии шёл медленно и активизировался только к концу года. Правительство Финляндии 13 ноября 2019 года на своём заседании обсудило вопрос о мандате Комиссии. Мария Охисало, председатель партии «Зелёный союз» и министр внутренних дел в кабинете Ринне, после заседания заявила, что «Финляндия должна нести свою историческую ответственность» — в том числе за то, что «финское государство не уважало права саамов на свою землю», а также за то, что «до 1970-х годов саамских детей заставляли в школах-интернатах говорить только по-фински». Она отметила, что даже в последние годы международные организации подвергали Финляндию критике за её политику по отношению к саамам. Планируется, что это будет независимый орган из пяти человек. Ожидается, что вопрос создания комиссии будет до конца 2019 года рассмотрен Саамским парламентом Финляндии и Собранием колтта-саамов Финляндии; если от этих органов будет получено одобрение, начнётся процедура согласования членов комиссии. По мнению председателя Саамского парламента Санила-Айкио, работа комиссии может продлиться несколько лет: будет идти сбор информации, изучаться действия государства, будут проходить публичные слушания. По её словам, у финских саамов имеется потребность говорить об событиях истории, об их последствиях, о тех испытаниях, через которые им пришлось пройти.